# Žigmund Gorazdowski
Žigmund Gorazdowski (Sanok, 1. studenoga 1845. – Lavov, 1. siječnja 1920.) bio je poljski katolički svećenik. Proglašen je svetim 2005. godine. Spomendan mu je 1. siječnja..

## Životopis
Rođen je 1. studenoga 1845. godine u Sanoku. Kao dijete bolovao je od plućnih bolesti. Nakon završene srednje škole u Przemyślu upisao je Pravni fakultet u Lavovu. Na kraju druge godine studija prava odlučio je ući u sjemenište u Lavovu. Dana 21. srpnja 1871. zaređen je za svećenika.
Prvih šest godina služio je kao župni vikar i upravitelj u Tartakowu, Wojnilowu, Bukaczowcu, Grodu Jagelonskom i Zydaczowu. Tijekom izbijanja kolere u Wojnilowu pomagao je bolesnima te je pokapao tijela umrlih unatoč velikoj opasnosti od zaraze.
Osnovao je dom i pučku kuhinju za potrebite, Dom zdravlja za neizlječivo bolesne i rekonvalescente, zavod za siromašne sjemeništarce, dom za samohrane majke i siročad te Poljsko-njemačku katoličku školu svetog Josipa. Osnovao je 17. veljače 1884. redovničku Kongregaciju sestara sv. Josipa.
Osnovao je i Udrugu „Bonus Pastor” te je nekoliko godina uređivao istoimeni časopis.
Umro je u Lavovu 1. siječnja 1920. godine.

## Štovanje
Blaženim ga je 26. lipnja 2001. proglasio papa Ivan Pavao II. Svetim ga je proglasio papa Benedikt XVI., 23. listopada 2005. godine.

### Mrežna sjedišta
- Zygmunt Gorazdowski (1845-1920) (engleski). Službene stranice Vatikana. Inačica izvorne stranice arhivirana 9. prosinca 2024. Pristupljeno 4. veljače 2025.
- Zygmunt Gorazdowski (talijanski). Službene stranice Dikasterija za kauze svetaca. Pristupljeno 4. veljače 2025.

## Vanjske poveznice
Ostali projekti
|  | Zajednički poslužitelj ima još gradiva o temi Žigmund Gorazdowski |